# Gareth Matthews
Gareth Matthews (8 juillet 1929 –17 avril 2011) est un philosophe américain dont les travaux ont porté sur la philosophie ancienne et la philosophie des enfants.

## Biographie
Gareth Matthews est né à Buenos Aires, et a grandi à Memphis dans le Tennessee. Il fait des études au Franklin College dans l'Indiana où son père est professeur. Puis il va étudier à Harvard avant de passer un an à l'université libre de  Berlin grâce à une bourse du Rotary . Durant la guerre froide, il est officier d'intelligence dans la marine américaine et à la National Security Agency. En 1961, il passe son doctorat à Harvard avant d'enseigner à l'University of Virginia (1960–61), l'University of Minnesota (1961–69), et l'University of Massachusetts Amherst (1969–2005). 
Matthews a d'abord publié des articles sur Aristote, puis sur Augustin d'Hippone. Ses travaux sur la philosophie des enfants ont été traduits dans une douzaine de langues.
Matthews enseignait régulièrement en premier cycle sur la philosophie ancienne, la  philosophie médiévale, l'existentialisme, l'éthique appliquée, la métaphysique. Il a dirigé des groupes de lecture pour des étudiants du deuxième cycle sur Wittgenstein et sur l'Être et Temps de Heidegger. 
Matthews était visiting professor à Amherst College, Brown University, Mt. Holyoke College, Smith College, et à la Harvard Summer School. Il a été membre de l'Institute for Advanced Study à Princeton et a dirigé quatre séminaires d'été sponsorisés par le Fondation nationale pour les sciences humaines  qui, par deux fois, le gratifia d'une bourse d'études.
Matthews faisait régulièrement des conférences sur la philosophie des enfants tant aux États-Unis qu'en Allemagne, Autriche, Australie, Chine, Israël, Japon, Norvège et Écosse.

## Œuvre
- Augustine (Blackwell, 2005)
- Augustine: On the Trinity - Books 8-15, ed. (Cambridge, 2002)
- (en) Gareth B. Matthews, « Knowledge and illumination », The Cambridge companion to Augustine,‎ 2001, p. 171-185
- (en) Gareth B. Matthews, « Post-medieval Augustinianism », The Cambridge companion to Augustine,‎ 2001
- Socratic Perplexity and the Nature of Philosophy (Oxford, 1999)
- The Philosophy of Childhood (Harvard, 1994)
- Dialogues with Children (Harvard, 1984)
- Philosophy and the Young Child (Harvard, 1980)